# Julie Jézéquel
Julie Jézéquel, född den 26 mars 1964 i Boulogne-Billancourt, är en fransk skådespelare och manusförfattare, bosatt i Dordogne.
Jézéquel har spelat i omkring femtio filmer och skrivit tolv tv-manus. Hon har även skrivit en roman, Retour à la ligne (2009), som finns översatt till svenska (Vända blad, Sekwa 2011).

## Roller i urval
- 1979 – Flic ou Voyou
- 1981 – L'étoile du nord
- 1985 – Code Name: Emerald
- 1985 – On ne meurt que deux fois
- 1987 – Tandem
- 1993 – En compagnie d'Antonin Artaud
- 1993 – Maigret (TV-serie)